# Braceros

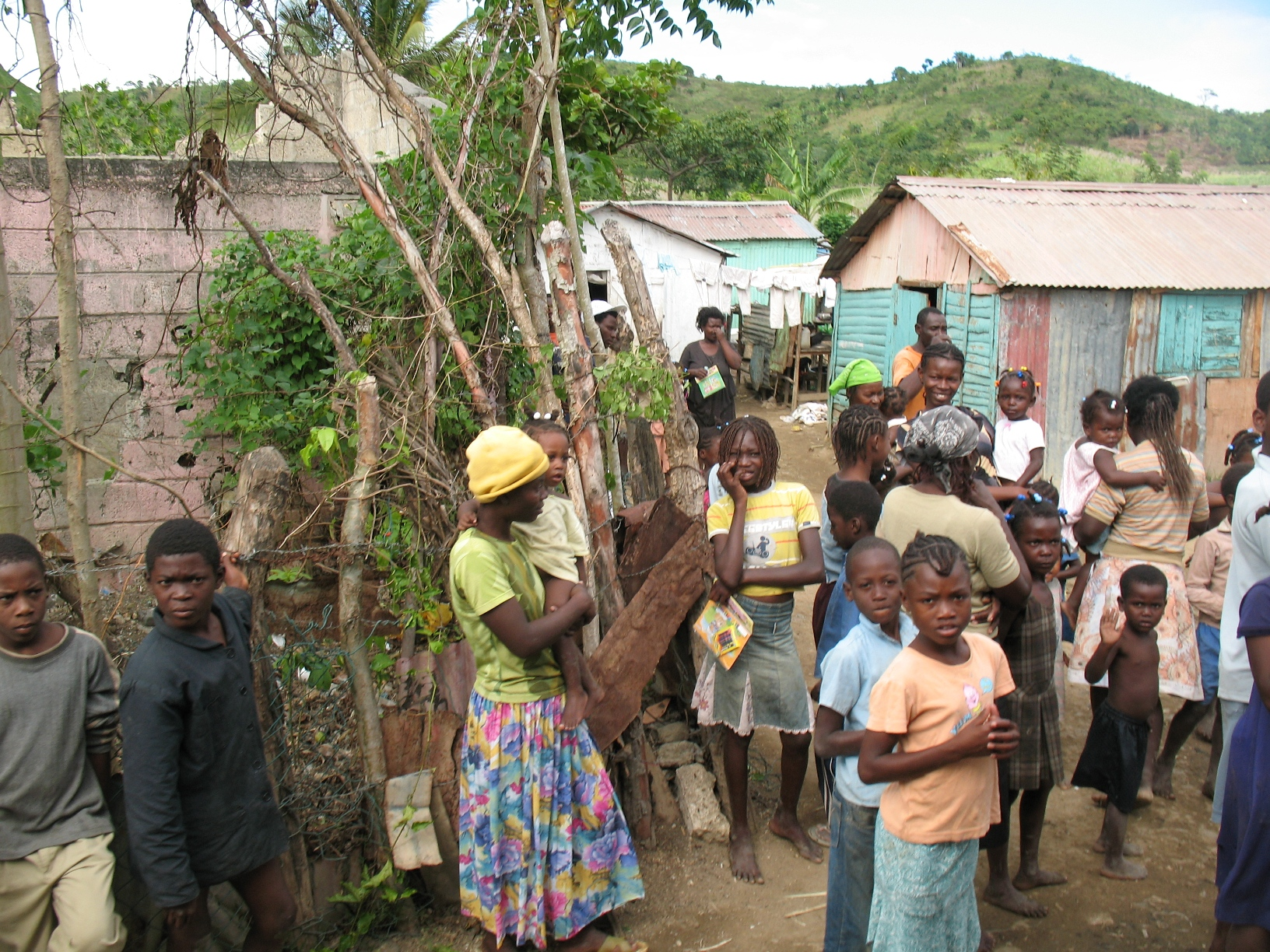
Famiglie di braceros in un batey haitiano nella Repubblica Dominicana - Eriona Culaj, dicembre 2008 - Da: Haiti. Un terremoto che persiste da due secoli, Seneca Ed., Torino 2010

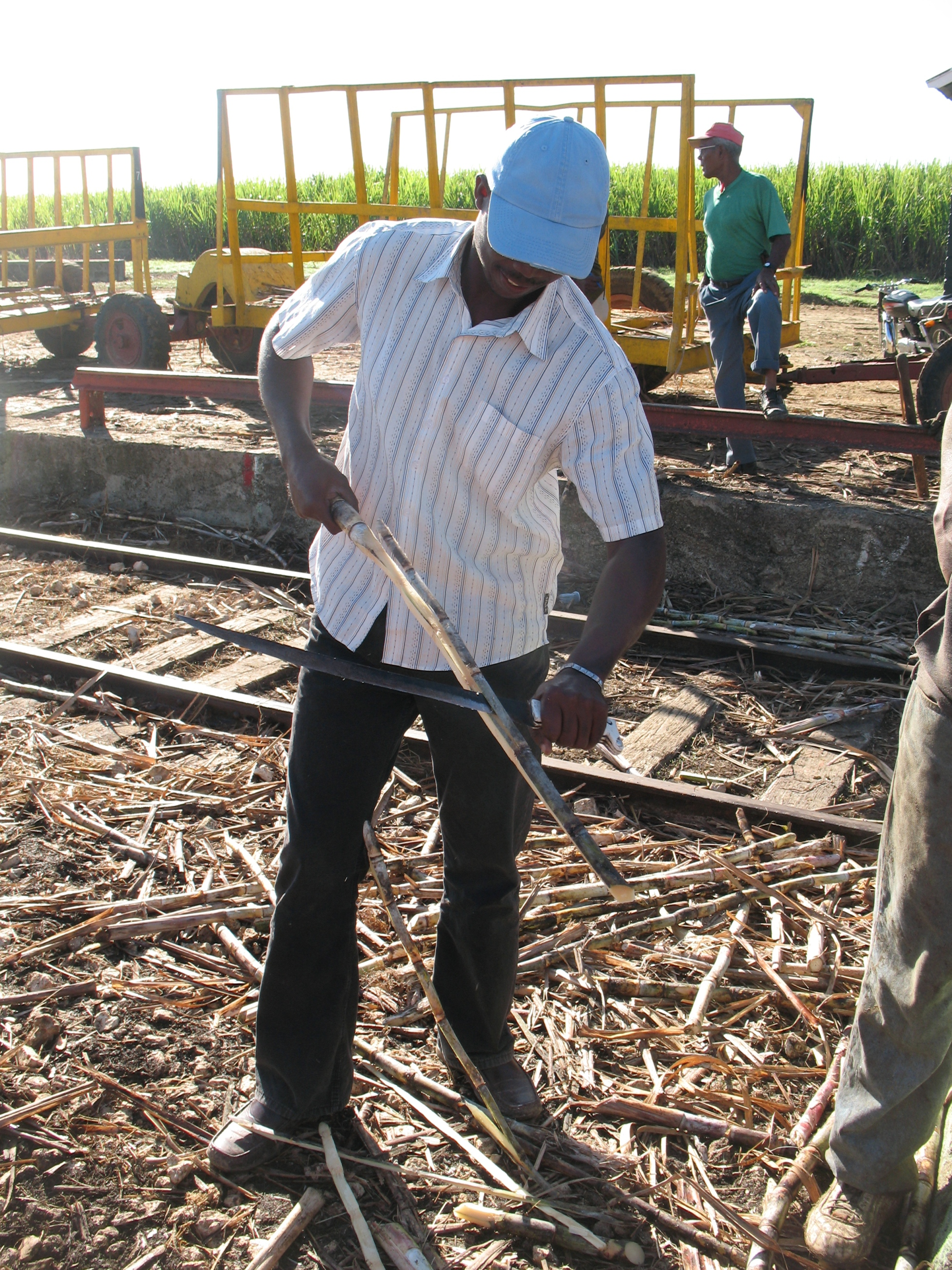
Bracero al lavoro in una piantagione di canna da zucchero nella Repubblica Dominicana - Eriona Culaj, dicembre 2008 - Da: Haiti. Un terremoto che persiste da due secoli, Seneca Ed., Torino 2010

I braceros sono tagliatori di canna da zucchero haitiani immigrati nella Repubblica Dominicana, che vivono spesso con l'intera famiglia nei batey, baraccopoli costruite in mezzo alle piantagioni di canna, edificate con materiale di recupero. 
A causa di un'autarchica e discriminatoria politica di immigrazione, vivono come schiavi, senza servizi sanitari, senza acqua corrente, senza istruzione per i loro bambini e senza alcuna sicurezza personale, che non viene tutelata dallo Stato.  I figli non vengono iscritti ad alcuna anagrafe.
Si stima, senza sicurezza statistica alcuna, che nella Repubblica Dominicana siano più di 500 000 gli haitiani che vivono nei batey. Il lavoro è spesso pesantissimo e malpagato: il loro guadagno giornaliero, a fronte di una produzione di circa due tonnellate, non supera i sei dollari.